# 劉珏 (成化進士)
劉珏（1446年—？年），字廷重，四川成都府內江縣人，民籍。明朝政治人物。賜進士出身。

## 生平
四川鄉試第三十名，成化十七年（1481年），登辛丑科第二甲第七十名進士。歷官南京户部主事、员外郎、郎中，出为鶴慶府知府。

## 家族
曾祖劉仁義；祖父劉憲；父劉志寧，前母史氏；前母陰氏；母段氏。慈侍下。兄博（教谕）、嵩、玘。弟奮、廉、恕。子劉時（1472年-1547年），字尚忠，號介軒，官揚州府通判。孫劉養仕，官潁州知州、户部员外郎。劉養直，嘉靖戊戌進士，户部左侍郎。